# 7593 Cernuschi
7593 Cernuschi è un asteroide della fascia principale. Scoperto nel 1992, presenta un'orbita caratterizzata da un semiasse maggiore pari a 2,5580460 au e da un'eccentricità di 0,1675977, inclinata di 14,43210° rispetto all'eclittica.